# Spanje op het Eurovisiesongfestival 1989
Spanje nam deel aan het Eurovisiesongfestival 1989 in Lausanne (Zwitserland). Het was de 27ste deelname van het land aan het festival.

## Selectieprocedure
Net zoals de voorbije jaren koos de TVE ervoor om de kandidaat intern te selecteren.
Men koos voor de Spaanse zangeres Nina met het lied Nacida para amar.

## In Lausanne
In Zwitserland moest Spanje optreden als 16de, net na Frankrijk en voor Cyprus. Op het einde van de puntentelling hadden ze 88 punten verzameld, goed voor een 6de plaats.
Nederland gaf geen punten en België gaf 7 punten voor deze inzending.

### Gekregen punten

#### Finale
| 12 punten | 10 punten                                           | 8 punten                       | 7 punten                       | 6 punten |
| --------- | --------------------------------------------------- | ------------------------------ | ------------------------------ | -------- |
|           | - Duitsland - Griekenland - Luxemburg - Zwitserland | - Finland - Frankrijk - Italië | - België - Verenigd Koninkrijk |          |
| 5 punten  | 4 punten                                            | 3 punten                       | 2 punten                       | 1 punt   |
|           | - Cyprus - Noorwegen                                |                                | - Turkije                      |          |

### Punten gegeven door Spanje

#### Finale
Punten gegeven in de finale:
| 12 punten | Italië              |
| 10 punten | Verenigd Koninkrijk |
| 8 punten  | Portugal            |
| 7 punten  | Finland             |
| 6 punten  | Nederland           |
| 5 punten  | Zweden              |
| 4 punten  | Griekenland         |
| 3 punten  | Luxemburg           |
| 2 punten  | Oostenrijk          |
| 1 punt    | Turkije             |

1961 · 1962 · 1963 · 1964 · 1965 · 1966 · 1967 · 1968 · 1969 · 1970 · 1971 · 1972 · 1973 · 1974 · 1975 · 1976 · 1977 · 1978 · 1979 · 1980 · 1981 · 1982 · 1983 · 1984 · 1985 · 1986 · 1987 · 1988 · 1989 · 1990 · 1991 · 1992 · 1993 · 1994 · 1995 · 1996 · 1997 · 1998 · 1999 · 2000 · 2001 · 2002 · 2003 · 2004 · 2005 · 2006 · 2007 · 2008 · 2009 · 2010 · 2011 · 2012 · 2013 · 2014 · 2015 · 2016 · 2017 · 2018 · 2019 · 2020 · 2021 · 2022 · 2023 · 2024 · 2025